# Siamese bospatrijs
De Siamese bospatrijs (Arborophila cambodiana diversa) is een vogel uit de familie fazantachtigen (Phasianidae). De wetenschappelijke naam van dit taxon is voor het eerst geldig als aparte soort gepubliceerd in 1930 door Joseph Harvey Riley. Op de IOC World Bird List uit 2025 staat de vogel als ondersoort van de Cambodjaanse bospatrijs.

## Herkenning
De vogel is 28 tot 29 cm lang en lijkt sterk op de Cambodjaanse bospatrijs. De kop en nek zijn lichter van kleur en niet egaal oranje, maar met zwarte streepjes.

## Voorkomen
De soort komt voor in het oosten van Thailand bij de grens met Cambodja. De vogel komt voor in montaan tropisch bos op hoogten tussen de 700 en 1400 meter boven zeeniveau.